# Velaines
Velaines  ist eine französische Gemeinde mit 880 Einwohnern (Stand: 1. Januar 2022) im Département Meuse in der Region Grand Est (bis 2015 Lothringen). Sie gehört zum Arrondissement Bar-le-Duc und zum Kanton Ancerville. Die Einwohner werden Velainois genannt.

## Geografie
Velaines liegt 15 Kilometer südöstlich von Bar-le-Duc am Fluss Ornain und am Canal de la Marne au Rhin. Umgeben wird Velaines von den Nachbargemeinden Tronville-en-Barrois im Westen und Norden, Nançois-sur-Ornain im Norden, Willeroncourt im Nordosten und Osten, Ligny-en-Barrois im Osten und Süden sowie Nant-le-Grand im Südwesten und Westen.
Durch die Gemeinde führt die Route nationale 135.

## Bevölkerungsentwicklung
| Jahr                       | 1962 | 1968 | 1975 | 1982 | 1990 | 1999 | 2006 | 2012 | 2019 |
| Einwohner                  | 729  | 743  | 976  | 1135 | 1140 | 979  | 944  | 897  | 948  |
| Quellen: Cassini und INSEE |      |      |      |      |      |      |      |      |      |

## Sehenswürdigkeiten

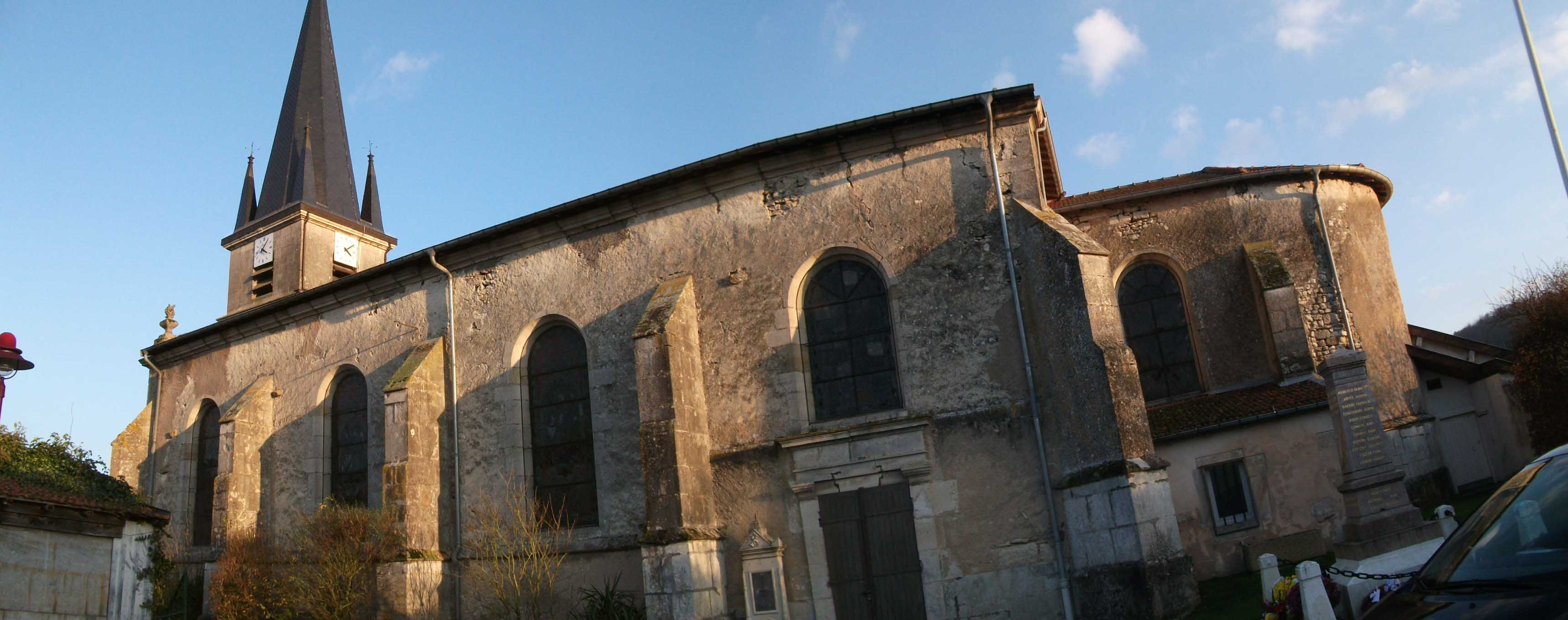
Kirche Saint-Rémi

- Kirche Saint-Rémi